# ライオンズローア
ライオンズローア（英: lion's roar）は、打楽器に分類される楽器の一種。ライオンローアとも呼ぶ。片面太鼓の皮の中央に穴を開け、ひもを通して内側（胴側）に延ばす。このひもを指やしめった皮でこすり振動させることにより、振動を皮に伝え、ライオンのうなり声のような音を出す。
類似の楽器にクイーカ、ドイツに古くから伝わるワルトトイフェルがある。